# Rebuke
Rebuke är ett melodiskt punkband ifrån Göteborg. De startade 2003 och har släppt flera skivor i egen regi samt på skivbolag i Europa. 2008 blev bandet efter att ha bytt ut sin gamla trummis, samt rekryterat en andra gitarrist, en kvartett. Senaste albumet Wouldworks släpptes i april 2010 på skivbolagen Disconnect Disconnect Records i Storbritannien och Kickass Records i Belgien. "Wouldworks" efterföljdes av en vinyl-EP, "Artie Kaye - or The Juxtaposition between Misanthropy and Solidarity", nästföljande år på bolaget Disconnect Disconnect Records och en turné-EP, "Camino del Rey", år 2012 på Socks Off Collective.

## Diskografi

### Album
- Split,  2015
- Wouldworks, April 2010
- Outside of Calamity, Maj 2007

### EP
- Split with Money Left to Burn, 2015
- Camino del Rey, 2012
- Artie Kaye - or The Juxtaposition between Misanthropy and Solidarity, 2012
- Rebuke, Mars 2008
- Opposing The Numerical Obsession, 2005
- Kill Stereotypes, 2004
- Deadline, 2003

### Samlingsalbum
- Thank God For Evolution, Februari 2009